# Emilio Castillo
Emilio Castillo, född 1950, är en amerikansk tenorsaxofonist, låtskrivare, bandledare och musikproducent. Han är mest känd som grundaren av soulbandet Tower of Power.